# Přízřenice
Přízřenice (niem. Priesenitz) – miejska i katastralna części Brna, o powierzchni około 381,63 ha. Leży na terenie gminy katastralnej Brno-jih.